# Monte Lentiscal
El Monte Lentiscal es una localidad del municipio de Santa Brígida, Gran Canaria, España. En 2023 contaba con 3204 habitantes.

## Historia
La zona ocupada por la localidad del Monte Lentiscal, a menudo llamado simplemente el Monte, estaba cubierta por una densa vegetación termófila principalmente de lentiscos (Pistacia lentiscus) además de mocanes y acebuches. El bosque fue sometido a una intensa extracción de leña para los ingenios azucareros y desapareció a principios del siglo XIX y los terrenos que ocupaba fueron destinados a cultivos, principalmente de la vid.
Este lugar fue el escenario de la llamada Batalla de El Batán, cuando el 3 de julio de 1599, unos quinientos milicianos canarios mandados por el Gobernador Pamochamoso pudieron vencer y poner en retirada al ejército holandés mandada por Pieter van der Does, tras asaltar y saquear Las Palmas trataban de someter al resto de la isla.
El poblamiento del territorio inicialmente giró alrededor de la viticultura, hasta el siglo XIX en que se inicia el turismo de mano de los británicos. En este hecho influyó el clima, la proximidad a la ciudad de Las Palmas, la estética de su paisaje rural y la cercanía de la Caldera de Bandama y el “primitivismo” troglodita de los habitantes de La Atalaya. Se crearon dos hoteles de lujo, el Quiney´s Bella Vista Hotel y el Santa Brígida Hotel y diversos mesones y pensiones.
En 1957 se trasladó el campo de golf de Las Palmas de Gran Canaria al pie de Bandama y pasó a denominarse Real Club de Golf de Las Palmas.

## Vinos del Monte
En la actualidad siguen existiendo 224 hectáreas de vides con sistemas de cultivo y prácticas culturales tradicionales de la isla y dentro del paisaje protegido de Tafira. Los vinos del Monte fueron clasificados como Denominación de origen en 1999 y posteriormente se integraron en la DO Gran Canaria.